# おぎやはぎと愉快な芸人（なかま）たち
『おぎやはぎと愉快な芸人（なかま）たち』（おぎやはぎとゆかいななかまたち）は、2016年3月28日から不定期に放送しているNHK制作のバラエティ番組。

## 概要
おぎやはぎの2人が仲良しの芸人と「ただただ楽しくトークする」番組。ゲスト芸人はネタも披露する。
第1回は事実上のパイロット版で、プロダクション人力舎稽古場での収録であったが、第2回からはNHKのスタジオで、観客も入れて収録されている。

## 出演者

### MC
- おぎやはぎ

### ナレーション
- 早見沙織

## 放送日時・ゲスト
| # | 放送日時                          | ゲスト           | VTRゲスト |
| - | --------------------------------- | ---------------- | --- |
| 1 | 2016年3月28日（月） 22:00 - 22:25 | 東京03           | 黒木瞳、浜野謙太、早見あかり、バナナマン、パンサー、ミス・モンゴル                                             |
| 1 | 2016年5月3日（火） 23:15 - 23:50  | ドランクドラゴン | 大泉洋、木村多江、佐々木蔵之介、シマッシュレコード、ジャイアントジャイアン、村本大輔（ウーマンラッシュアワー） |

## スタッフ
- 構成：松原秀
- タイトルロゴ・CGデザイン：ニイルセン
- 美術：多田至
- 技術：石田耕介
- 撮影：増本竜生
- 音声：竹内浩史
- 編集：岡としゆき
- 音響効果：西野弘毅
- 演出：河合千尋
- 制作統括：岡澤正樹
- 制作・著作：NHK